# San Félix (Cedeño)
Pour les articles homonymes, voir San Félix.
San Félix est l'une des quatre divisions territoriales et statistiques et l'une des trois paroisses civiles de la municipalité de Cedeño dans l'État de Monagas au Venezuela. Sa capitale est San Félix.